# Форнальчик, Мариуш
Ма́риуш Форна́льчик (пол. Mariusz Fofnalczyk; 15 января 2003, Бытом) — польский футболист, полузащитник клуба «Корона» и молодёжной сборной Польши.

## Клубная карьера
Мариуш Форнальчик родился в городе Бытом. Заниматься футболом начал в местном клубе «Полония». Именно в этом клубе Форнальчик дебютировал на взрослом уровне в Третьем дивизионе чемпионата Польши.
В 2020 году футболист перешел в клуб Экстракласы «Погонь» (Щецин), где также параллельно выступал и в дубле команды.

## Карьера в сборной
С 2022 года Мариуш Форнальчик является игроком молодёжной сборной Польши.